# Crème fraiche

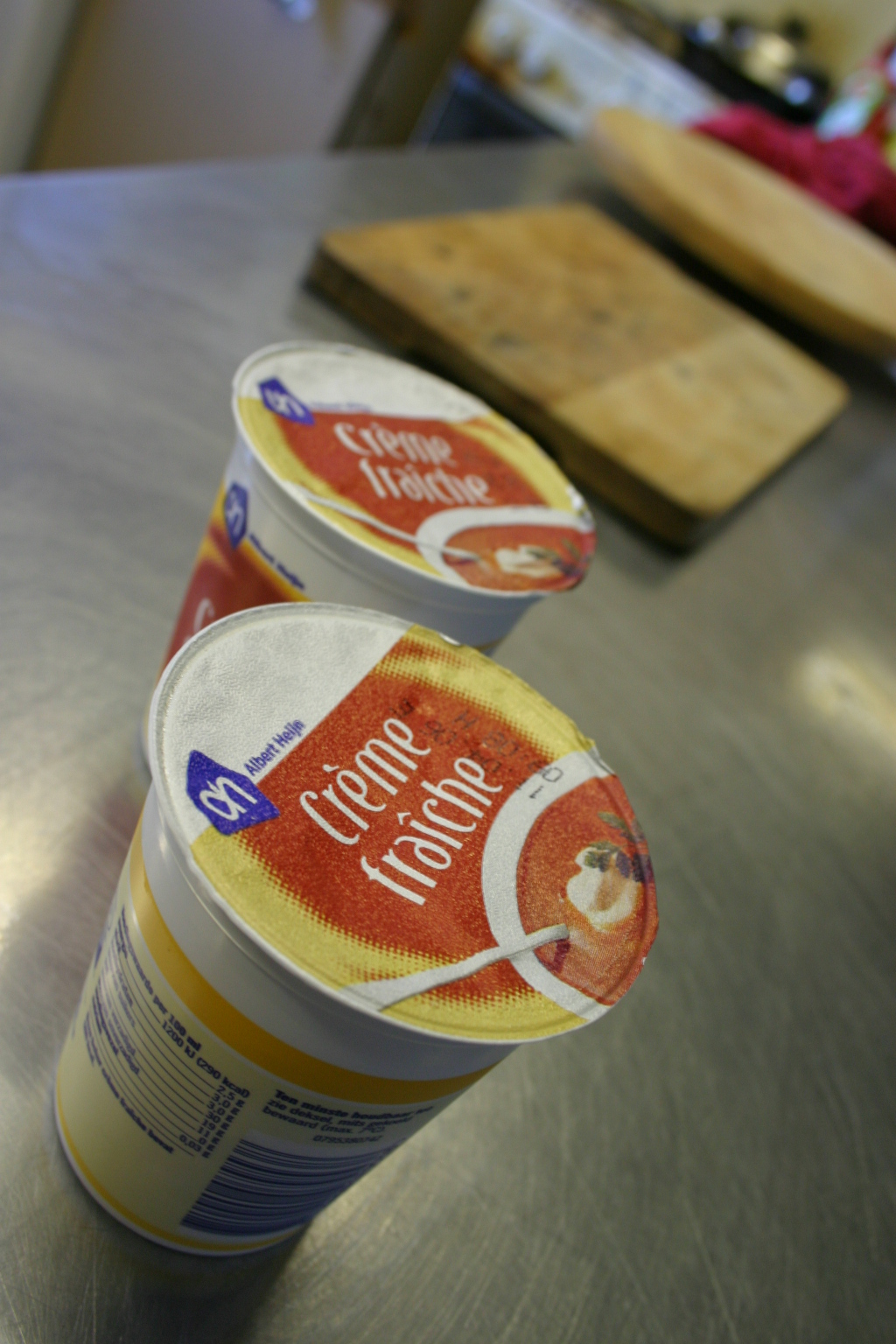
Crème fraiche på burk.

Crème fraiche (av franska: crème fraîche, "färsk grädde", svenskt uttal: [krämfrä´∫]) är grädde som har syrats något med en bakteriekultur. Crème fraiche är mindre syrlig än gräddfil och är, till skillnad från gräddfil, kokbar. Crème fraiche finns med olika smaksättningar, avsedd för matlagning och dippsås.

## Historik och etymologi
Crème fraiche är ursprungligen franskt, men har därefter blivit vanligt i de flesta europeiska länder.
Begreppet crème fraiche kan vara förvirrande i kommunikation med en franskspråkig person eftersom crème fraîche på franska bokstavligt betyder "färsk grädde". Av mathistoriska skäl är denna dock syrad (fermentée). Tack vare kylskåp och moderna produktionsmetoder kan man numera hålla grädde färsk längre. Men det gamla namnet för syrad grädde hänger kvar, och fransmän kallar därför vanlig grädde för crème fraîche liquide, eller crème fleurette som närmast kan liknas vid svensk vispgrädde.
I Sverige introducerades crème fraiche i början av 1980-talet.

## Tillverkning
Crème fraiche tillverkas genom att odla opastöriserad grädde med lactobacillusbakterier. Bakterierna tillåts växa tills grädden surnar och tjocknar. Man kan eventuellt pastörisera grädden för att stoppa syrningen.

## Alternativ
Vid behov kan crème fraiche ersättas av 1–2 matskedar filmjölk blandat med 0,5 liter pastöriserad grädde som får stå i rumstemperatur i 8–24 timmar och tjockna.[källa behövs]

## Egenskaper
Crème fraiche går att vispa till ett skum, och den går att koka utan att den skär sig. Light-versioner med lägre fetthalt är emellertid inte kokbara.[källa behövs]